# Willanzheim
Willanzheim es un municipio situado en el distrito de Kitzingen, en el estado federado de Baviera (Alemania). Tiene una población estimada, a mediados de 2024, de 1596 habitantes.